# 내일로
내일로(Rail路)는 2007년 여름부터 한국철도공사에서 판매하는 패스형 철도 여행 상품이다. 청년을 대상으로 한 대표적인 여행 상품으로, 2010년부터 여름, 겨울마다 매년 2회에 걸쳐 상품이 출시되고 있다.
처음 실시되었던 2007년 여름에는 8,000여장 판매에 그쳤으나, 2008년 여름에는 13,000여장, 2009년 여름에는 24,000여장이 판매되었고, 2010년 여름에는 무려 58,000여장이 판매되었다.

## 역사
2007년 7월 11일에 판매를 시작할 때에는 여름에만 한정되었고 기간 또한 7월 11일부터 8월 31일까지의 2개월이 채 안 되었으나, 2008년부터는 기간이 6월부터로 확대되었다. 2009년부터 겨울에도 운영하기 시작했으며, 이용객의 증가로 운영 도중에 기간을 연장하기도 하였다. 단, 겨울 내일로 티켓의 경우 설 대수송 기간에는 운영하지 않으며, 이 기간이 포함될 때에는 해당 기간을 제외하고 일정을 이용할 수 있다.

## 세부 사항
- 이용 자격 : 티켓 사용 시작일 기준으로 만 27세 이하 대한민국 국민[2][3]
- 구입 기간 : 티켓 사용 시작일 7일 전부터 당일까지.
- 구입 장소 : 레츠코레일 홈페이지, 내일로 티켓 예매 홈페이지, 철도 승차권을 발매할 수 있는 철도역 창구[4]
- 이용 기간 : 티켓 사용 시작일 0시부터 7일간으로 티켓이 끝나는 날의 23시 59분 이전에 도착하는 것이 원칙이나, 해당 시간에 출발하는 열차는 익일 도착하더라도 이용할 수 있다.[5]
- 티켓 사용 시작일 이전까지는 환불이 가능하지만, 티켓 사용 시작일 당일부터는 환불이 불가능하다.
- 티켓을 분실했을 때에는 1회에 한하여, 소량의 수수료를 지급하고 티켓을 재발급 받을 수 있다. 단 2011년 여름시즌부터는 스마트폰, SMS 등 온라인 티켓에 한정한다.
- 타인의 명의 혹은 티켓을 부정하게 사용하거나 일반 내일로 티켓으로 아래에 있는 이용 불가능한 열차를 부정승차하다 적발될 경우, 철도사업법에 의해 최대 10배의 부가금을 지불해야 한다.
- 일부 역에서는 해당 역에서만 제공하는 혜택을 내일로 티켓과 연계해 팔기도 한다. 그러나 발급한 역에 상관 없이 내일로 이용자라면 무조건 주어지는 혜택도 있다.

## 특징

### 이용 가능 열차
다음에 해당하는 열차는 입석 또는 자유석으로 이용할 수 있다.
- ITX-청춘[6]
- ITX-새마을
- 새마을호
- 무궁화호
- 누리로
- 통근열차

### 이용 불가능 열차
다음에 해당하는 열차는 내일로 티켓으로 이용할 수 없다. 이용하고자 한다면 내일로 티켓과 상관없는 별도의 승차권을 구입해야 한다.
- KTX : 프리미엄 내일로 티켓 이용시 2회 좌석 지정 후 이용이 가능하다.
- 인천국제공항철도 : 직통열차 정상가 14,800원 대신 6,900원 할인 이용은 가능하다.
- 각 열차의 특실[7]
- 수도권 전철 등 각 지역 도시, 광역 철도[8]
- 각종 관광, 전세, 군용 열차 및 차량
  - 레일크루즈 해랑, 바다열차, 와인시네마트레인, 통통통 뮤직카페트레인, 군전세객차 등[9]

### 이용 기간
- 2007년 : 7월 11일 ~ 8월 31일
- 2008년 : 6월 14일 ~ 8월 31일
- 2009년 : 6월 19일 ~ 8월 31일 / 12월 10일 ~ 2010년 2월 10일 + 2010년 2월 17일 ~ 2010년 3월 1일
- 2010년 : 6월 18일 ~ 8월 31일 / 12월 1일 ~ 2011년 1월 31일 + 2011년 2월 7일 ~ 2011년 2월 28일
- 2011년 : 6월 1일 ~ 9월 6일 / 12월 1일 ~ 2012년 1월 19일 + 2012년 1월 26일 ~ 2012년 3월 6일
- 2012년 : 6월 1일 ~ 9월 6일 / 12월 1일 ~ 2013년 2월 7일 + 2013년 2월 13일 ~ 2013년 3월 6일
- 2013년 : 6월 1일 ~ 9월 6일 / 12월 1일 ~ 2014년 1월 28일 + 2014년 2월 3일 ~ 2014년 3월 31일[10][11]
- 2014년 : 6월 1일 ~ 9월 6일 / 12월 1일 ~ 2015년 2월 16일 + 2015년 2월 23일 ~ 2015년 3월 6일
- 2015년 : 6월 1일 ~ 9월 6일 / 12월 1일 ~ 2016년 2월 4일 + 2016년 2월 11일 ~ 2016년 3월 6일
- 2016년 : 추가 바람
- 2017년 : 6월 1일 ~ 8월 31일 / 12월 1일 ~ 2018년 2월 28일

### 기간별 변동 사항
- 2007년 여름 : 내일로 티켓을 발급받으면 선착순으로 가이드북과 목걸이를 제공하였다.
- 2008년 여름 : 이용 가격이 기존 49,800원에서 54,700원으로 상향 조정되었고, 승차권이 기존의 파란색 정기승차권형 용지에서 노란색 할인카드형 용지로 변경되었다.
- 2009년 겨울 : 2010학년도 대학수학능력시험을 치른 수험생에 한해 12월 8일과 9일 선착순으로 승차권을 정상 가격의 50% 할인된 금액으로 임의 기간 지정 판매하였다. 또 이 해에 코레일 구간 전철역에서의 승차권 발매 업무가 일반열차 정차역이나 일부 승차권 발매역을 제외하고 중지되었으므로, 해당 역에서는 내일로 티켓을 발급받을 수 없게 되었다.
- 2010년 여름 : 이용 기간 중 1회에 한하여 KTX를 정상 운임의 50%를 할인받아 사용할 수 있게 되었으며(주말 제외), 내일로 티켓과 본인 확인 신분증을 지참하고 이용 기간이 지나면 본 할인을 사용할 수 없다. 또 기존의 대상 연령을 만 18세 이상 ~ 만 24세 이하에서 만 19세 이상 ~ 만 25세 이하로 상향 조정할 예정이었으나, 6월 15일에 나온 추가 공지에 의해 나이 제한 하한선이 없어지면서 대상 연령이 만 25세 이하로 조정되었다.[12] 7월 15일부터 내일로 티켓 구입 가능 기간이 사용 시작일 5일 전에서 7일 전으로 확대되었다.
- 2010년 겨울 : 기존의 내일로 티켓 혜택에 추가하여 KTX 자유석 및 입석을 자유롭게 이용하는 KTX 내일로 티켓이 출시되었다. 가격은 178,200원이고 역당 1일 선착순 500명 한정이었다.
- 2011년 여름 : KTX 내일로 티켓이 판매실적 저조로 폐지된 대신에, 이용 기간 중 정상 운임의 50% 할인가격으로 KTX를 이용할 수 있는 기회를 2회로 늘렸다. 내일로 티켓을 SMS/스마트폰 전송으로도 쓸 수 있게 되었는데, 노란색 할인카드형 용지의 경우 분실 시 재발급을 받을 수 없다. 더 많은 고객에게 내일로 혜택을 보기 위해 운영 기간을 늘렸다.
- 2011년 겨울 : 시즌 시작 전인 11월 1일에 전 국민을 대상으로 한 상품인 자유 이용 패스가 출시되어서, 반드시 내일로 티켓과 자유 이용 패스를 구별하여 구입 사용해야 한다.
- 2012년 여름 : 이용 가격이 기존 54,700원에서 5일권 56,500원, 7일권 62,700원으로 이원화되고[13], 내일로 티켓 시작일 기준 1일 발급수량이 기존 1,500매에서 2,000매로 각각 상향 조정되었다.
- 2012년 겨울 : 내일로 티켓 발급 시 제주 / 일본 선박연계 할인과 부산아쿠아리움 입장권 할인 혜택이 있었다.
- 2014년 여름 : 8월 1일부터 그 동안 내일로 티켓으로 이용이 불가능했던 ITX-청춘의 이용이 가능해졌다.
- 2015년 여름 : 7월 13일부터 만 25세 이하였던 내일로 이용연령이 한시적으로 만 28세 이하로 확대되었다.[14] 또한, 출발일 기준으로 8월 8일부터 8월 31일까지의 내일로 티켓에 대해 50% 할인 혜택이 적용된다.[15]
- 2015년 겨울 : 기존의 내일로 티켓 외에 내일로 이용 대상자를 포함하여 한 가족이 함께 이용할 수 있는 패밀리 티켓이 출시되었으며 이용 금액은 1인당 4만원이다. 3인권과 4인권으로 구분되어 있으며 이용 기간은 3일이다.
- 2017년 여름 : 내일로 티켓 판매 연령을 기존의 만 25세 이하에서 만 29세 이하로 대폭 상향하였다. 또한 기존의 내일로 티켓 외에 프리미엄 내일로 티켓이 출시되었으며 이용 금액은 5일권 110,000원, 7일권 120,000원이다. 여정 기간 중 평일에 출발하는 KTX 열차의 좌석 지정을 2회 무료로 할 수 있다.

## 논란

### 일부 추가 혜택의 비리
내일로 티켓 발급이 한국철도공사 직원의 발권 실적에 반영됨에 따라, 일부 역에서는 더 많은 고객을 모으기 위해 숙박과 이벤트 등의 추가 혜택을 주게 되었다. 한국철도공사에서 이 혜택 제공에 한 철도 동호회가 연루되었다고 하는데, 해당 동호회에서 한국철도공사 측에 헌금 등의 무리한 요구를 했다고 한다. 해당 동호회에서는 부인하고 있으나 동호인 사이에서 알려져 있다.

### 이용자의 에티켓 문제
내일로 티켓의 이용 인원이 증가하면서 좌석 무단점유, 카페객차 점거, 열차내 충전 시설 점유등 몇몇 일부 이용자의 이기적인 행동으로 인하여 다른 일반 철도이용객에게 피해가 발생되다 보니 일부 철도 커뮤니티 사이트에서는 '개목걸이'란 표현으로 내일로 이용자를 폄하하기도 하였다. 그러나 이는 열차 내 시설이 제대로 갖추어지지 않은 상황에서 내일로 티켓이 판매되기 시작하면서 발생하는 문제이기도 하는지라 시설 개선이 같이 이루어져야 하는 문제이다.